# Nicolás Frutos
Nicolás Alejandro Frutos (Santa Fe, 10 maggio 1981) è un ex calciatore argentino, di ruolo attaccante.

## Carriera
Dopo essere stato il miglior realizzatore del torneo Apertura 2005 con l'Independiente, è passato all'Anderlecht. La sua permanenza nel club belga è stata segnata da numerosi infortuni, oltre che da numerosi gol.
Nel marzo 2010 una tendinopatia al tendine d'achille lo costringe a ritirarsi dal calcio giocato a soli 28 anni.